# Frédéric Dufour
Frédéric Dufour (Lyon, 2 de febrero de 1976) es un deportista francés que compitió en remo.
Participó en dos Juegos Olímpicos de Verano, en los años 2004 y 2008, obteniendo una medalla de plata en Atenas 2004, en la prueba de doble scull ligero.
Ganó cuatro medallas en el Campeonato Mundial de Remo entre los años 1996 y 2010, y una medalla de bronce en el Campeonato Europeo de Remo de 2010.

## Palmarés internacional
| Juegos Olímpicos   | Juegos Olímpicos            | Juegos Olímpicos  | Juegos Olímpicos    |
| Año                | Lugar                       | Medalla           | Prueba              |
| ------------------ | --------------------------- | ----------------- | ------------------- |
| 2004               | Atenas (Grecia)             | Medalla de plata  | Doble scull ligero  |
| Campeonato Mundial |                             |                   |                     |
| Año                | Lugar                       | Medalla           | Prueba              |
| 1996               | Motherwell (Reino Unido)    | Medalla de bronce | Cuatro scull ligero |
| 2006               | Eton (Reino Unido)          | Medalla de bronce | Doble scull ligero  |
| 2009               | Poznań (Polonia)            | Medalla de plata  | Doble scull ligero  |
| 2010               | Cambridge (Nueva Zelanda)   | Medalla de plata  | Cuatro scull ligero |
| Campeonato Europeo |                             |                   |                     |
| Año                | Lugar                       | Medalla           | Prueba              |
| 2010               | Montemor-o-Velho (Portugal) | Medalla de bronce | Cuatro scull ligero |